# Okolište (Svrljig)
Pour les articles homonymes, voir Okolište.
Okolište (en serbe cyrillique : Околиште) est un village de Serbie situé dans la municipalité de Svrljig, district de Nišava. Au recensement de 2011, il comptait 92 habitants.

## Démographie
| 1948 | 1953 | 1961 | 1971 | 1981 | 1991 | 2002 | 2011 |
| ---- | ---- | ---- | ---- | ---- | ---- | ---- | ---- |
| 561  | 580  | 521  | 432  | 298  | 237  | 141  | 92   |

|  |